# Xã Derry, Quận Mifflin, Pennsylvania
Xã Derry (tiếng Anh: Derry Township) là một xã thuộc quận Mifflin, tiểu bang Pennsylvania, Hoa Kỳ. Năm 2010, dân số của xã này là 7.339 người.